# Jiří Hůlka
Jiří Hůlka (2. října 1920, Náměšť nad Oslavou - 16. září 1944, údolí Trebljanka) byl český dělník a voják.

## Biografie
Jiří Hůlka se narodil v Náměšti nad Oslavou v roce 1920, jeho otcem byl plukovník československé armády Adolf Hůlka, ten se zapojil do odboje a stal se členem organizace Obrana národa, byl zatčen a popraven v Berlíně. Jeho matkou byla podnikatelka Cecílie Hůlková. Jiří Hůlka v roce 1939 studoval na lékařské fakultě Karlovy univerzity, ale jeho studium bylo přerušeno při uzavření vysokých škol. Pracoval proto jako dělník. Roku 1942 pak byl poslán na nucené práce do Wiener Neudorfu, kde nastoupil do továrny Flugmotoren-Ostmark-Werke. Už v této továrně vstoupil do ilegální odbojové organizace. V lednu roku 1943 byl přesunut do letecké továrny ve Stuttgartu a tam se stal instruktorem pro české dělníky, po zničení továrny leteckým útokem se vrátil zpět do továrny ve Wiener Neudorf.
V roce 1944 pak byly klíčové provozy továrny přesunuty do Dubnice nad Váhom, tam se povedlo Jiřímu Hůlkovi a dalším se spojit s partyzánským hnutím a spolu s dalšími asi 100 nuceně nasazenými utekl k partyzánským jednotkám. Během Slovenského národního povstání začal působit u dělostřelecké baterie. Po akci nedaleko města Nováky byl zajat a předán gestapu. Posléze byl spolu s dalšími zatčenými zastřelen v září roku 1944 v údolí Trebljanka.
Z protokolu o výslechu gestapem vyplývá, že nikoho nikdy nevyzradil a pouze sdělil, že nacisté válku prohráli a je, stejně jako otec, připraven zemřít. Jeho matka a bratr po válce pátrali v údolí Trebljanka po pozůstalosti Jiřího Hůlky, našli obroučku jeho brýlí a řetízek s klíči. Jeho tělo bylo následně exhumováno a uloženo na hřbitově v Náměšti nad Oslavou. Po válce byl jmenován poručíkem československé armády in memoriam a obdržel titul doktora medicíny.
Jeho jméno je uvedeno na pamětní desce v Náměšti nad Oslavou. Pamětní deska je umístěna na budově radnice na Masarykově náměstí, na desce je uvedeno i jméno Adolfa Hůlky. Na hřbitově v Náměšti nad Oslavou je umístěn kenotaf Jiřího a Adolfa Hůlkových.